# Непохитність праведників
Непохитність праведників (фр. Persévérance des saints) — християнська доктрина, згідно з якою людина, що «дійсно „народжена від Бога“» або «відроджена», буде продовжувати творити добрі справи й вірити в Бога до кінця свого життя. 
Іноді згадана позиція поєднується з реформатським віросповіданням у традиційному кальвіністському вченні, яке стверджує, що всі люди «мертві в переступах і гріхах», а тому, окрім воскресіння з духовної смерті до духовного життя, ніхто не обирає спасіння самостійно. Однак його слід відрізняти від армініанської позиції, яка твердить, що всі люди «мертві в провинах і гріхах», і не могли б відповісти на Євангеліє (дав.-гр. εύαγγέλɩον, дос. «винагорода за радісну звістку»), якби Бог не дав їм можливість зробити це за Своєю попередньою благодаттю.
Кальвіністи стверджують, що Бог обрав певних людей для спасіння ще до початку світу, і що Він згодом непереборно привертає тільки раніше обраних людей до віри в нього і його сина Ісуса Христа. Як аргумент «за» висувають уривок з Івана 6:44 на твердження, що тільки ті, хто заздалегідь були обрані для віри в Бога, притягуються до нього з непереборною благодаттю, на противагу армініанському тлумаченню, що всі притягуються до Христа за попередньою благодаттю, яка може бути вільно відкинута людиною. Кальвіністи також використовуються власні тлумачення уривків Ефесянам 1:4 і Филип'янам 1:4 в писаннях апостола Павла як вказівку на те, що Бог вибрав вірян у Христа ще до створення світу, не на основі передбачуваної віри, а на основі свого суверенного рішення врятувати всіх, кого Він побажав врятувати.
Вчення про непохитність праведників відрізняється від вчення про запевнення, що описує, як людина може спочатку бути наділена впевненістю, що вона отримала спасіння і спадщину в біблійних обітницях, включаючи вічне життя. Вестмінстерське віросповідання згадує непохитність праведників у розділі 17 та запевнення у благодаті та спасінні у розділі 18. Витривалість святих також відрізняється від пов'язаного з нею вчення про вічну безпеку, оскільки перше вказує на безпеку освячення/стану, в той час, як друге вказує на безпеку (судового) виправдання/спасіння. 

## Історія
Отець Церкви Августин Блаженний навчав, що деякі з тих, кого Бог вирішив спасти шляхом відродження через водне хрещення, отримують, окрім дару віри, дар непохитності (лат. donum perseverantiae), який дозволяє їм продовжувати вірити й виключає можливість відступництва. Згадана доктрина була розвинута суттєво в праці «Про виправлення і подяку» (лат. De correptione et gratia) (бл. 426-427 рр. н.е.), роз'ясняючи, чому деякі відроджені немовлята залишаються у вірі й добрих справах, тоді як інші зрікаються віри. Непохитність праведників також передувала Кальвіну у вченні Йовініана.
Традиційне кальвіністське вчення про наполегливість сформульоване в Дортському каноні (глава 5), Вестмінстерському сповіданні віри (глава XVII), Баптистському сповіданні віри 1689 року (глава 17), а також може бути знайдене в інших реформатських конфесіях. Все ж таки, доктрина найчастіше згадується у зв'язку з іншими схемами спасіння і не є основним предметом реформатського систематичного богослов'я. Однак багато хто розглядає його як необхідний наслідок кальвінізму і довіри до обітниць Бога.

## Доктрина вільної благодаті
Доктрину вільної благодаті (англ. Free Grace), або нетрадиційну кальвіністську точку зору, сповідували Чарльз Стенлі, Норман Гейслер, Зейн Ходжес, Білл Брайт та інші. Цей погляд, як і традиційний кальвіністський, підкреслює, що люди спасаються виключно актом божественної благодаті, який зовсім не залежить від вчинків людини, і з цієї причини (на відміну від кальвінізму) наполягає на тому, що ніщо з того, що людина може зробити, не може вплинути на її спасіння. З точки зору вільної благодаті, праведники можуть зазнати відступництва як у вчинках, так і вірі, але залишатися у праві спасіння. 

### Євангельська критика
Як традиційний кальвінізм, так і традиційне армініанство відкидають богослов'я вільної благодаті. Перші вважають вільну благодать спотвореною формою кальвінізму, яка підтримує незмінність спасіння (або, правильно кажучи, виправдання), радикально відокремлюючи поточну роботу освячення від цього виправдання. Реформатське богослов'я одностайно стверджує, що «жодна людина не є християнином, яка не відчуває якоїсь особливої любові до праведності» (Інституції), і тому розглядає богослов'я вільної благодаті, яке допускає концепцію «мирського християнина» або навіть «християнина, який не вірує», як форму радикального антиноміанізму. Армініанство, яке завжди вважало, що справжні віряни можуть повністю віддатися гріху, також відкинуло погляд на вільну благодать з протилежної кальвінізму причини: а саме, що цей погляд заперечує класичну армініанську доктрину про те, що справжні християни можуть втратити своє спасіння, відрікаючись від своєї віри.

## Погляди
Головне заперечення, висунуте проти «непохитності праведників», полягає в тому, що його вчення може спонукати вірян до вільного гріха, якщо вони знають, що ніколи не можуть втратити своє спасіння, без страху перед вічними наслідками. Традиційні кальвіністи вважають, що це звинувачення справедливо спрямоване проти доктрини вільної благодаті, яка не розглядає освячення як необхідний компонент спасіння, і в полеміці про спасіння Господнє традиційні кальвіністи виступали проти прихильників доктрини вільної благодаті. Традиційні кальвіністи, як і багато інших некальвіністських євангелістів, стверджують, що по-справжньому навернене серце обов'язково піде за Богом і житиме згідно з Його заповідями, хоча досконалості досягти неможливо, боротьба з гріхом триватиме, і можуть відбуватися тимчасове відступництво. 

### Армінський погляд
Центральним постулатом армініанського вчення є те, що хоча вірян зберігаються від усіх зовнішніх сил, які можуть спробувати відокремити їх від Бога, вони мають вільну волю відокремити себе від Бога. Хоча Бог не змінить своєї думки про спасіння вірянина, вірянин може добровільно відмовитися від віри (або шляхом прямого заперечення віри, або шляхом продовження гріховної діяльності в поєднанні з небажанням покаятися). Таким чином, спасіння є умовним, а не безумовним, як вчить кальвінізм.
Традиційні кальвіністи не заперечують, що спасіння вимагає вірності. Однак кальвіністи стверджують, що Бог суверенний і не може дозволити істинно вірянину відступити від віри. Армініани стверджують, що Бог достатньо суверенний і всемогутній, щоб вкласти свободу волі в людство, так що справжні християни можуть здійснювати вільну волю і відпадати від рятівної благодаті, якою вони колись володіли.

### Католицький погляд
22-й канон Декрету про виправдання Тридентського Собору (Шоста сесія, 13 січня 1547 р.) так говорить про наполегливість: «Якщо хтось скаже, що виправданий або може без особливої допомоги Божої витримати в отриманій справедливості, або що з цією допомогою він не може, нехай буде підданий анафемі». У цьому каноні Собор підтвердив, що для витривалості абсолютно необхідна божественна допомога — божественна допомога, яка є цілком достатньою.
Поважаючи ці параметри, католики можуть мати різні погляди щодо остаточної витривалості. У питаннях передвизначення католицьких вчених можна умовно охарактеризувати як моліністів або томістів. Погляди останніх подібні до поглядів кальвіністів, оскільки вони розуміють остаточну наполегливість як дар, що застосовується Богом до відроджених, який неодмінно приведе їх до остаточного спасіння. Вони відрізняються від кальвіністів лише в одному: чи дозволяє Бог людям «відпадати» після відродження. Томісти стверджують, що Бог може дозволити людям прийти до відродження, не даючи їм особливого дару божественної наполегливості, так що вони все ж таки відпадають. Кальвіністи, навпаки, заперечують, що людина може відпасти, якщо вона дійсно відродилася. 

### Лютеранський погляд
Як і обидві кальвіністські табори, конфесійні лютерани розглядають справу спасіння як монергістичну в тому сенсі, що «природні [тобто зіпсовані й не відродженні Богом] сили людини не можуть нічого зробити або допомогти у справі спасіння», і лютерани йдуть далі в тому ж напрямку, що і прихильники «вільної благодаті», стверджуючи, що одержувач спасительної благодаті не зобов'язаний співпрацювати з нею. Отже, лютерани вважають, що справжній християнин — в такому випадку, справжній одержувач спасительної благодаті — може втратити своє спасіння, «але справа не в тому, що Бог не бажає дарувати благодать за витривалість тим, в кому Він розпочав добру справу... [а в тому, що ці особи] навмисно відвертаються».

### Позиція вільної благодаті
Прихильники вільної благодаті критикують непохитність праведників, оскільки вони стверджують, що витривалість дає впевненість у добрих справах. Вони ж вважають, що вірянам обіцяна вічна безпека, але Бог не обіцяє наполегливості.

### Порівняння серед протестантів
Наведена таблиця узагальнює погляди трьох різних протестантських течій. 
| Кальвінізм                                                                          | Лютеранство                                                      | Армініанство                                                                                 |
| ----------------------------------------------------------------------------------- | ---------------------------------------------------------------- | -------------------------------------------------------------------------------------------- |
| Непохитність праведників: вічно обрані у Христі неодмінно будуть залишатися у вірі. | Відступництво можливе, але Бог наділяє євангелічну запевненість. | Непохитність залежить від продовження віри в Христа; з можливістю остаточного відступництва. |